# Jangoda
La Jangoda (in russo Янгода?) è un fiume della Siberia Orientale settentrionale, affluente di destra della Pjasina che scorre nel Tajmyrskij rajon del Territorio di Krasnojarsk, in Russia.

## Descrizione
Il fiume ha origine nel Bassopiano della Siberia settentrionale in una zona paludosa ricca di laghi di cui raccoglie le acque: tra i maggiori vi sono i laghi Djujčoka e Kirik. Scorre dapprima brevemente in direzione orientale, poi occidentale e infine nord-occidentale, parallela nell'ultimo tratto alla Pjasina in cui sfocia a 364 km dalla foce. La lunghezza del fiume è di 288 km, l'area del bacino è di 10 100 km².
Il territorio del bacino appartiene alla zona di distribuzione continua del permafrost, occupata dalla vegetazione della tundra. Il fiume gela a inizio ottobre e rimane ghiacciato fino a giugno. Non ci sono insediamenti sul fiume. Il suo maggior affluente, da sinistra, è la Bol'šaja Sonitė (lungo 184 km).